# Live Killers
A Live Killers a brit Queen rockegyüttes első koncertalbuma (sorban pedig a nyolcadik nagylemeze). 1979. június 26-án jelent meg, a producere maga az együttes volt.
A felvételek az 1978-as Jazz album megjelenését követő Jazz Touron készültek, több koncerten. A rajongók negatívan fogadták a gyenge minőségű keverés miatt, mégis számottevő sikereket ért el Angliában. Amerikában egymillió példány felett kelt el.

## Keletkezés
Már a sikeres 1974-es londoni, Rainbow Theatre-ben adott koncert után terveztek élő lemezt kiadni, ismeretlen okokból csak ekkor kerülhetett sor rá – feltételezések szerint ekkor is csak azért, mert nem volt tervbe véve újabb sorlemez megjelentetése, és a kiadó új albumot akart az együttestől. Az anyag gerincét a Jazz albumot követő Jazz Tour európai koncertjei adják. Ezek voltak azon hírhedt előadások, melyeken megjelentek a Bicycle Race videóklipjét idéző meztelen lányok a színpadon, óriási felháborodást okozva. A Death on Two Legs című dalt Freddie Mercury így konferálta fel: „ez a dal egy igazán kib*szott úriembernek szól!" Ezzel a dal címzettjére utalt, aki elfogadott nézetek szerint Norman Sheffield volt, aki a Trident stúdió vezetője volt 1975-ben. A jogi problémák elkerülése végett a szitokszót kifütyülték. A tagok maguk végezték a zenei szerkesztést a Montreux-i Mountain stúdióban, Svájcban. A lemez 1979. június 26-án jelent meg, Angliában a 3., Amerikában a 16. helyet érte el az albumlistán. Később Roger Taylor és Brian May egy rádióműsorban elárulták, hogy nem voltak megelégedve az anyag végső keverésével, mert bár a koncertek nagyon jól sikerültek, a szalagon hallható dalok egyszerűen unalmasak lettek.

## Fogadtatás
| Kritikák             | Kritikák             |
| Forrás               | Értékelés            |
| -------------------- | -------------------- |
| AllMusic             | [ 2 ]                |
| Entertainment Weekly | B (1991)             |
| George Starostin     | 7/15                 |
| Record Mirror        | (1979)               |
| Rolling Stone        | (kedvezőtlen) (1979) |

A megjelenésekor még a rajongók is számos hibáját felrótták a kiadványnak: többek közt az alacsony hangminőséget, vagy például azt, hogy a Bohemian Rhapsody is rákerült, holott egy része – szokásos módon – felvételről hangzott el a koncerten. Az együttes tagjai is elismerték a keverés minőségének hiányosságait, Taylor például kifejezetten elégedetlen volt vele, és egy 1979-es interjúban ironikusan ezt mondta róla: „az egyetlen ami élő a Live Killersben, az a lábdob”. A Record Mirror tökéletes minősítést adott rá: „Rózsás és pezsgős győzelem. Kihangsúlyozza a Queen dalait, nem csak az időt tölti ki a következő stúdióalbum előtt. Hallgasd, és nem érzel csalódást”. Ellenben a Rolling Stone elmarasztalóan írt róla, a kritikus is a vevők átverésének tartotta, hogy a Bohemian Rhapsody egy része valójában nem is koncert felvétel. A szerző ezen felül kitért az együttes tematikájára is, a We Will Rock You-t árja csatadalnak nevezte. Visszatekintve az Entertainment Weekly és az AllMusic is viszonylag pozitívan értékelte. Utóbbi kritikjában az együttes 1970-es évekbeli „power rock” hangzásának kiváló dokumentumának nevezte. Hasonlóan George Starostin is közepesre értékelte, átlagosságban egy jó koncertalbumnak nevezte. Az angol albumlistán a harmadik helyet érte el, és öt hétig volt benne a Top 10-ben. Amerikában csak a 16. helyet érte el, 1979-ben aranylemez lett, 2002-ben pedig dupla platina. A Nielsen SoundScan felmérései szerint 1991 és 2009 között Amerikában 516 ezer példány kelt el belőle. Az albumról megjelent Love of My Life / Now I’m Here kislemez a 63. lett Angliában.

## Az album dalai
| 1. | We Will Rock You        | Brian May       | 3:01 |
| 2. | Let Me Entertain You    | Freddie Mercury | 2:50 |
| 3. | Death on Two Legs       | Mercury         | 3:22 |
| 4. | Killer Queen            | Mercury         | 1:57 |
| 5. | Bicycle Race            | Mercury         | 1:27 |
| 6. | I’m in Love with My Car | Roger Taylor    | 1:59 |
| 7. | Get Down, Make Love     | Mercury         | 4:24 |
| 8. | You’re My Best Friend   | John Deacon     | 1:59 |

| 1. | Now I’m Here        | May     | 8:10 |
| 2. | Dreamer’s Ball      | May     | 3:33 |
| 3. | Love of My Life     | Mercury | 3:15 |
| 4. | ’39                 | May     | 3:07 |
| 5. | Keep Yourself Alive | May     | 3:47 |

| 1. | Don’t Stop Me Now | Mercury | 4:16  |
| 2. | Spread Your Wings | Deacon  | 4:51  |
| 3. | Brighton Rock     | May     | 11:48 |

| 1. | Bohemian Rhapsody    | Mercury                    | 5:02 |
| 2. | Tie Your Mother Down | May                        | 3:25 |
| 3. | Sheer Heart Attack   | Taylor                     | 3:16 |
| 4. | We Will Rock You     | May                        | 2:37 |
| 5. | We Are the Champions | Mercury                    | 3:23 |
| 6. | God Save the Queen   | tradicionális, átdolg. May | 1:07 |

## Helyezések és eladások
| Ország      | Helyezés | Eladási minősítés | Eladás     |
| ----------- | -------- | ----------------- | ---------- |
| Anglia      | 3        | arany             | 100 000+   |
| Amerika     | 16       | 2× platina        | 1 000 000+ |
| Hollandia   | 10       | arany             | 25 000+    |
| Németország | 4        | arany             | 250 000+   |
| Japán       | 9        | —                 | —          |
| Ausztria    | 3        | arany             | 15 000+    |
| Norvégia    | 10       | —                 | —          |
| Svédország  | 15       | —                 | —          |

| Év   | Kislemez                                 | GBR | FRA | GER | IRE | NLD | USA |
| ---- | ---------------------------------------- | --- | --- | --- | --- | --- | --- |
| 1979 | Love of My Life (élő)/Now I’m Here (élő) | 63  | —   | —   | —   | —   | —   |